# Rita Blumenberg
Rita Blumenberg, po mężu Mensching (ur. 23 czerwca 1936 w Hanowerze) – niemiecka łyżwiarka figurowa reprezentująca RFN, startująca w parach sportowych z mężem Wernerem Menschingem. Uczestniczka igrzysk olimpijskich (1960), uczestniczka mistrzostw świata i Europy, wicemistrzyni (1958) i czterokrotna brązowa medalistka RFN (1959–1962).
Wraz z mężem Wernerem Menschingem zdobyli mistrzostwo świata 1958 we wrotkarstwie.

## Osiągnięcia
Z Wernerem Menschingem
| Zawody               | 1958           | 1959           | 1960           | 1961           | 1962           |                |                |                |                |                |                |                |                |                |                |                |                |
| Międzynarodowe       | Międzynarodowe | Międzynarodowe | Międzynarodowe | Międzynarodowe | Międzynarodowe | Międzynarodowe | Międzynarodowe | Międzynarodowe | Międzynarodowe | Międzynarodowe | Międzynarodowe | Międzynarodowe | Międzynarodowe | Międzynarodowe | Międzynarodowe | Międzynarodowe | Międzynarodowe |
| -------------------- | -------------- | -------------- | -------------- | -------------- | -------------- | -------------- | -------------- | -------------- | -------------- | -------------- | -------------- | -------------- | -------------- | -------------- | -------------- | -------------- | -------------- |
| Igrzyska olimpijskie |                |                | 7              |                |                |                |                |                |                |                |                |                |                |                |                |                |                |
| Mistrzostwa świata   |                |                | 9              |                |                |                |                |                |                |                |                |                |                |                |                |                |                |
| Mistrzostwa Europy   |                | 5              | 11             | 4              | 9              |                |                |                |                |                |                |                |                |                |                |                |                |
| Krajowe              |                |                |                |                |                |                |                |                |                |                |                |                |                |                |                |                |                |
| Mistrzostwa RFN      | 2              | 3              | 3              | 3              | 3              |                |                |                |                |                |                |                |                |                |                |                |                |